# Mehuiael
Conform Genezei 4:18, Mehuiael era fiul lui Irad, un urmaș al lui Cain, fiul lui Adam. Mehuiael este tatăl lui Metușael și bunicul lui Lameh.
„Enoh a fost tatăl lui Irad; Irad a fost tatăl lui Mehuiael; Mehuiael a fost tatăl lui Metușael; și Metușael a fost tatăl lui Lameh.”—Geneza 4:18
1. 1 2  18, Geneza